# Бански Ковачевац
Бански Ковачевац је насељено место у општини Ласиња, Карловачка жупанија, Република Хрватска.

## Историја
Бански Ковачевац се од распада Југославије до августа 1995. године налазио у Републици Српској Крајини. До територијалне реорганизације у Хрватској насеље се налазило у саставу бивше велике општине Карловац.

## Становништво
На попису становништва 2011. године, Бански Ковачевац је имао 120 становника.

## Попис 1991.
На попису становништва 1991. године, насељено место Бански Ковачевац је имало 309 становника, следећег националног састава:
| Попис 1991.‍ | Попис 1991.‍ | Попис 1991.‍ | Попис 1991.‍ | Попис 1991.‍ |
| ----------- | ----------- | ----------- | ----------- | ----------- |
|             |             |             |             |             |
| Хрвати      | Хрвати      |             | 279         | 90,29%      |
| Срби        | Срби        |             | 2           | 0,64%       |
| непознато   | непознато   |             | 28          | 9,06%       |
| укупно: 309 |             |             |             |             |